# Grylloprociphilus imbricator
Grylloprociphilus imbricator är en insektsart som först beskrevs av Fitch 1851.  Grylloprociphilus imbricator ingår i släktet Grylloprociphilus och familjen långrörsbladlöss. Inga underarter finns listade i Catalogue of Life.